# Мілан Тімко
Мілан Тімко (словац. Milan Timko, нар. 28 листопада 1972, Пряшів) — чехословацький та словацький футболіст, центральний захисник. За свою кар'єру провів 29 матчів у складі збірної Словаччини і забив 1 гол.

## Клубна кар'єра
Свою футбольну кар'єру Тімко розпочав у клубі «Мікушовце», з якого у 1984 році потрапив до молодіжної команди «Татрана». У сезоні 1990/91 він дебютував у чехословацькій вищій лізі і це був його єдиний матч за «Татран».
У 1992 році він перейшов до клубу «Коба» (Сенець) і 2 роки грав у другій лізі (з 1993 року — у другій лізі Словаччини), після чого у 1994—1996 роках був футболістом «Артмедії» (Петржалка) з того ж дивізіону.
У 1996 році Тімко перейшов до чеського «Баніка» (Острава). Після 2 років гри в ньому повернувся до Словаччини і став футболістом братиславського «Слована». У сезоні 1998/99 Мілан виграв «золотий дубль» зі «Слованом» — чемпіонат і Кубок Словаччини.
На початку 2001 року Тімко відправився до Туреччини і півтора року грав за клуб «Коджаеліспор». У 2002 році він залишив його і перейшов в інший турецький клуб вищого дивізіону, «Аданаспор», де провів наступний сезон.
У сезоні 2003/04 Тімко був футболістом «Ольборга», але зіграв лише 1 гру чемпіонату Данії.
У 2004—2005 роках був гравцем австрійського клубу «Рід» в другому дивізіоні країни, а в 2007 році грав за австрійський аматорський клуб АСКЕ (Ольсдорф).

## Виступи за збірну
6 серпня 1997 року Тімко дебютував за збірну Словаччини в товариському матчі проти Швейцарії (1:0). У своїй кар'єрі він грав у відбіркових раундах до Євро-2000 і чемпіонату світу 2002 року . У національній збірній з 1997 по 2002 рік провів 29 матчів і забив 1 гол — 19 травня 1999 року в товариській грі проти Болгарії (2:0).

## Статистика
| Сезон   | Клуб                   | Ліга           | Ігор | Голів |
| ------- | ---------------------- | -------------- | ---- | ----- |
| 1990/91 | «Татран»               | I. ліга        | 1    | 0     |
| 1991/92 | «Татран»               | I. ліга        | 0    | 0     |
| 1992/93 | «Коба» (Сенець)        | II. ліга       | ?    | ?     |
| 1993/94 | «Коба» (Сенець)        | II. ліга       | ?    | ?     |
| 1994/95 | «Артмедія» (Петржалка) | II. ліга       | ?    | ?     |
| 1995/96 | «Артмедія» (Петржалка) | II. ліга       | ?    | ?     |
| 1996/97 | «Банік» (Острава)      | Гамбрінус-ліга | 14   | 1     |
| 1997/98 | «Банік» (Острава)      | Гамбрінус-ліга | 28   | 2     |
| 1998/99 | «Слован» (Братислава)  | I. ліга        | 29   | 3     |
| 1999/00 | «Слован» (Братислава)  | I. ліга        | 23   | 2     |
| 2000/01 | «Слован» (Братислава)  | I. ліга        | 17   | 1     |
| 2000/01 | «Коджаеліспор»         | Суперліга      | 12   | 1     |
| 2001/02 | «Коджаеліспор»         | Суперліга      | 17   | 1     |
| 2002/03 | «Аданаспор»            | Суперліга      | 24   | 0     |
| 2003/04 | «Ольборг»              | Суперліга      | 1    | 0     |
| 2004/05 | «Рід»                  | Ерсте-ліга     | ?    | ?     |

## Досягнення
- Чемпіон Словаччини (1): 1998/99
- Володар кубка Словаччини (1): 1998/99